# Dennis Mans
Dennis Mans (Paramaribo, 16 oktober 1955) is een Surinaams hoogleraar. Hij wijdde zijn wetenschappelijke leven aan het onderzoek naar therapeutische eigenschappen van planten. In 2016 nam hij plaats in het eerste niet-politiek benoemde bestuur van de Universiteit van Suriname.

## Biografie
Dennis Mans slaagde in 1974 voor het gymnasium-bèta van het Mr. dr. J.C. de Miranda Lyceum in Paramaribo en sloot in 1984 zijn studie medische biologie af aan de Rijksuniversiteit Utrecht. Twee jaar later promoveerde hij op het proefschrift over de remming van kanker, getiteld Mechanism of action of etoposide. Van 1992 tot 2000 was hij in Brazilië om mee te helpen om twee instituten op te zetten die werkten aan de ontwikkeling van middelen tegen kanker op basis van planten uit het Amazoneregenwoud. Hij begeleidde verder een aantal studenten bij hun scripties en proefschriften.
In 2000 werd hij hoofddocent aan de Faculteit der Medische Wetenschappen van de Anton de Kom Universiteit van Suriname. Een jaar later kreeg hij de leiding over de sectie Farmacologie en vanaf 2006 was hij lector. Vanaf het begin bracht hij kanker in Suriname in kaart en zette een grootschalig onderzoek op naar therapeutische medicinale planten. Ook deed hij onderzoek naar het gebruik van medicinale planten onder verschillende Surinaamse bevolkingsgroepen. Volgens Mans is de aanwezigheid van medische planten potentieel een grotere inkomstenbron voor Suriname dan goud en hout.
In 2008 werd hij bevorderd tot hoogleraar met de leerstoel Farmacologie en als specialisme medicinale planten. Eind 2022 ging hij met emeritaat, maar bleef wel actief doorgaan met wetenschappelijk onderzoek en de begeleiding van studenten. Ook bleef hij lesgeven op de universiteit. Hij schreef meer dan 120 peer-reviewed artikelen.
Hij nam eind 2013 plaats in het bestuur van het onderzoeksinstituut van het Academisch Ziekenhuis Paramaribo. In 2016 nam hij samen met Jack Menke plaats in het bestuur van de universiteit. De tot dan toe politieke benoemingen maakten toen plaats voor een gekozen bestuur uit het wetenschappelijk kader; Menke werd voorzitter en Mans ondervoorzitter.
In januari 2022 werd hij door Robby Parabirsing en Umberto Sriram uit naam van de Stichting Herstel Democratie uitgeroepen tot Power Person 2022.